# Edemissen
Edemissen is een gemeente in de Duitse deelstaat Nedersaksen, en maakt deel uit van het Landkreis Peine.
Edemissen telt 12.533 inwoners.

## Dorpen in de gemeente
- Abbensen
- Alvesse
- Blumenhagen met Klein Blumenhagen
- Eddesse met Klein Eddesse
- Edemissen (hoofddorp) met :
  - Ankensen
  - Berkhöpen
  - Oelheim
- Eickenrode
- Mödesse
- Oedesse met Klein Oedesse
- Oelerse
- Plockhorst
- Rietze met Klein Rietze
- Voigtholz-Ahlemissen
- Wehnsen met Wehnser Horst, aan de Bundesstraße 444
- Wipshausen met Horst.

## Economie
De gemeente is economisch van niet meer dan plaatselijk belang. De dorpen in de gemeente zijn vooral woonforensen- en boerendorpen. Vanwege de mooie omgeving (bos, schilderachtige beekdalen) is er enig bescheiden (fiets-)toerisme.
Aan de noordoostrand van Edemissen bevindt zich een grote golfbaan (18 holes).

## Afbeeldingen

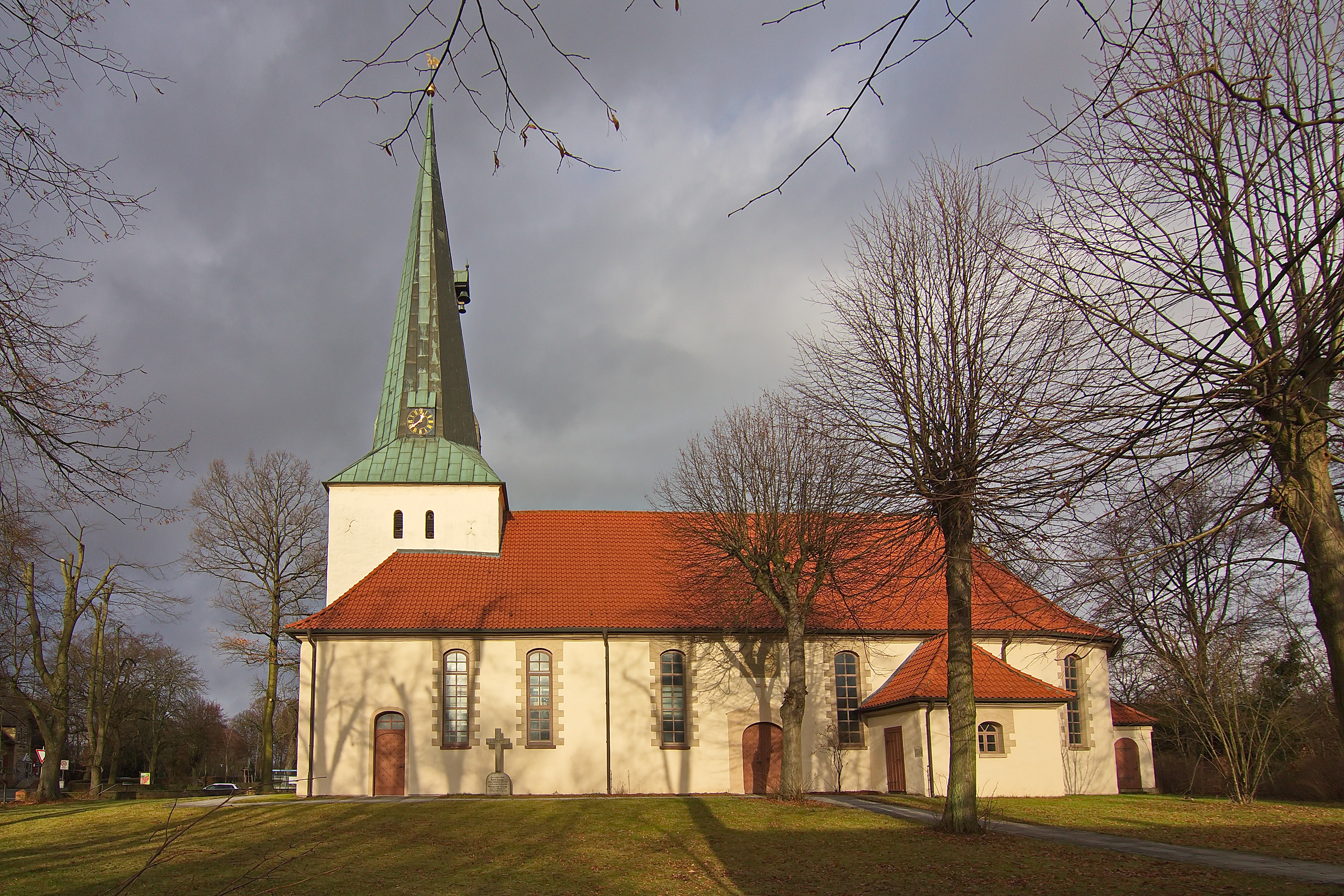
Evang.-lutherse Maarten-Lutherkerk, Edemissen (1691)
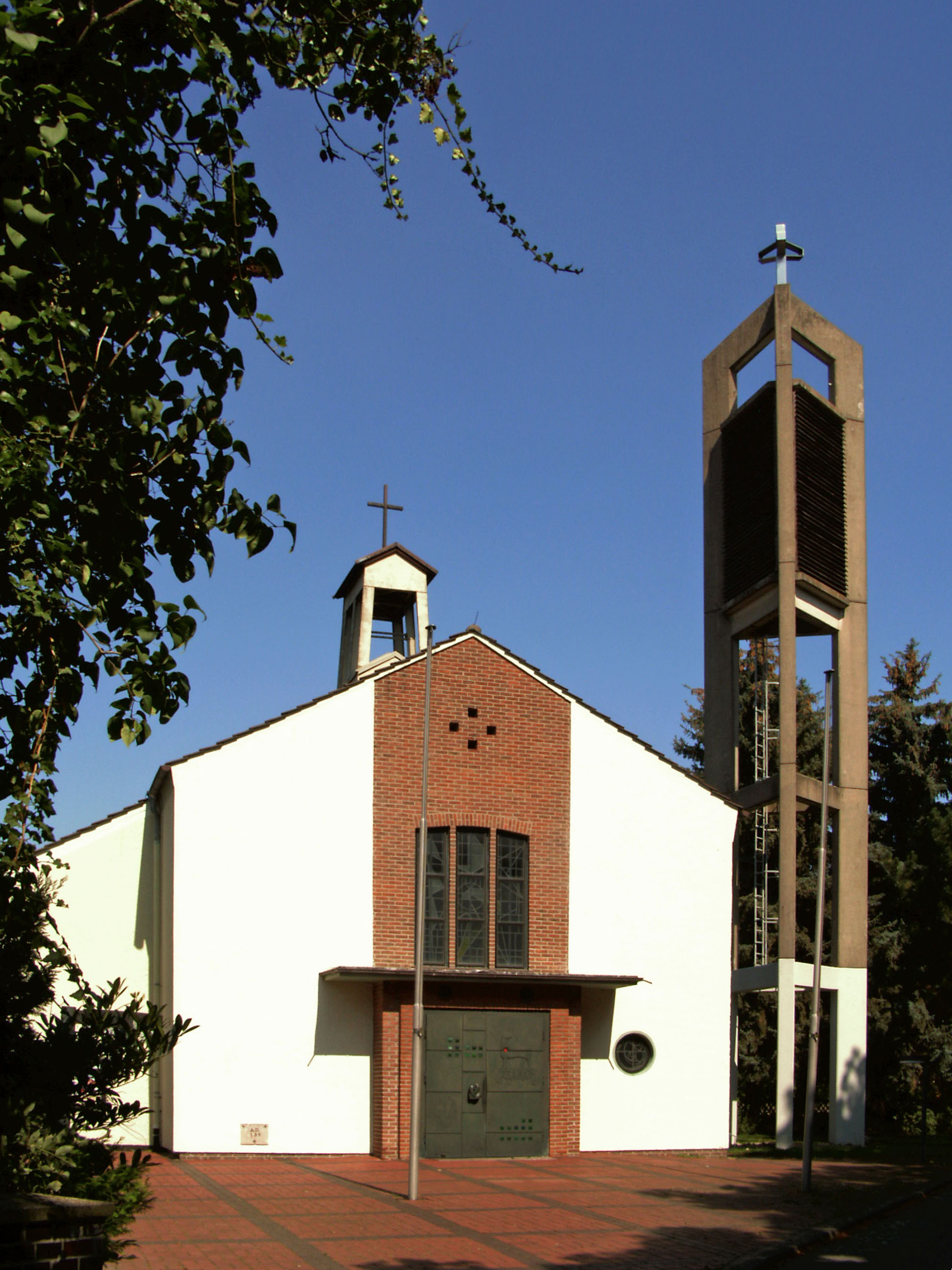
R.K. Corpus-Christi-kerk, Edemissen (1959)

## Partnersteden
Er bestaan jumelages met:
- Chaulnes, Picardië, Frankrijk
- Zahna, Saksen-Anhalt, Duitsland

- Gemeinsame Normdatei: 4013544-5
- MusicBrainz: b7adca09-feb9-4d61-ab79-a1d6e6365b4e
- Virtual International Authority File: 242065205
- WorldCat: E39PBJqqvvPgxBgHmWWfrTkkXd

Edemissen · 
Hohenhameln · 
Ilsede · 
Lahstedt · 
Lengede · 
Peine · 
Vechelde · 
Wendeburg